# 松原仁
松原仁（日语：松原仁，1956年7月31日—）出生于东京都板橋区，毕业于早稻田大学商学部，日本民主党党员，日本政治家，是日本第86届國家公安委員會委員長，綁架問題擔當大臣，內閣府特命擔當大臣（消費者及食品安全）。

## 生平
1956年，松原仁出生在日本东京都板橋区，后来在东京都立丰岛高等学校、早稻田大学商学部毕业。
1985年，松原仁参选了东京都议会议员选举，但是落选。同年11月，勞動大臣秘書官。1989年，松原仁再次参加东京都议会议员选举，当选，选后，加入了自由民主党。
1993年，松原仁参选东京都议会议员选举，并且加入新生党。
2004年，「次的內閣」中擔任防災擔當副大臣和科學技術擔當副大臣。
2010年，松原仁担任日本众议院预算委员会代理委员长。
2011年9月，松原仁担任日本国土交通副大臣（担当 安全危机管理关系，海上保安关系，国土，城市，道路，港湾，航空等关系措施）。
2012年1月，野田第一次改造内阁，松原仁担任日本第86届國家公安委員會委員長，綁架問題擔當大臣，並且內閣府特命擔當大臣（消費者及食品安全）。
2015年1月，就任 岡田克也的「次的內閣」國家公安委員長，綁架問題擔當，内閣府特命担当大臣（防災，特定秘密保護關聯擔當）。

## 政治思想
2001年，松原仁对中国历史教科书新版中“反日教育”表示抗议。
松原仁层参加反对静冈空港国会议员联署活动。
松原仁否认日军曾经强制征召被大日本帝国殖民统治地域的“慰安妇”，同时完全否认日军在中华民国南京市进行过“南京大屠杀”。
每年8月15日，松原仁都会去参拜靖国神社，以安抚和召唤战魂。
2010年中国渔船与日本巡逻船钓鱼岛相撞事件，松原仁批评时任首相菅直人对中华人民共和国的软弱和败北，发表领土遭到入侵应该与中华人民共和国开战的言论。